# Annie Mumolo
Annie Marie "Annie" Mumolo (Irvine, 10 de julho de 1973) é uma atriz, roteirista, comediante e produtora cinematográfica norte-americana. Como reconhecimento, foi nomeada ao Oscar 2012 na categoria de Melhor Roteiro Original por Bridesmaids.